# Golden Gate (Florida)
Golden Gate és una concentració de població designada pel cens dels Estats Units a l'estat de Florida. Segons el cens del 2000 tenia 20.951 habitants.

## Demografia
Segons el cens del 2000, Golden Gate tenia 20.951 habitants, 6.518 habitatges, i 5.012 famílies. La densitat de població era de 2.002,3 habitants/km².
Dels 6.518 habitatges en un 44,6% hi vivien nens de menys de 18 anys, en un 54,6% hi vivien parelles casades, en un 13,7% dones solteres, i en un 23,1% no eren unitats familiars. En el 14,6% dels habitatges hi vivien persones soles el 3,7% de les quals corresponia a persones de 65 anys o més que vivien soles. El nombre mitjà de persones vivint en cada habitatge era de 3,21 i el nombre mitjà de persones que vivien en cada família era de 3,44.
Per edats la població es repartia de la següent manera: un 30,1% tenia menys de 18 anys, un 11,6% entre 18 i 24, un 36% entre 25 i 44, un 16,1% de 45 a 60 i un 6,2% 65 anys o més.
L'edat mediana era de 30 anys. Per cada 100 dones de 18 o més anys hi havia 114 homes.
La renda mediana per habitatge era de 42.295 $ i la renda mediana per família de 41.774 $. Els homes tenien una renda mediana de 28.630 $ mentre que les dones 22.911 $. La renda per capita de la població era de 15.923 $. Entorn de l'11,4% de les famílies i el 14,1% de la població estaven per davall del llindar de pobresa.

## Poblacions més properes
El següent diagrama mostra les poblacions més properes.